# Arabsat–1C
Arabsat–1C (Spacebus-1000) az arab államok távközlési műholdja.

## Küldetés
Az Arabsat az Arab Liga döntése alapján 1976. április 14-én alakult. Alkalmazási célja szolgálni a tagok információs, kulturális és nevelési igényeit. Szaúd-Arábia volt a fő finanszírozó. Távközlési műholdakat 1985-től 2011-ig állítottak szolgálati magasságba. Több mint 20 ország tagja a szervezetnek. Feladata az Arab Liga országaiba (szerződés szerint) távközlési szolgáltatások biztosítása (telefon, adatátvitel a C-sávon) a Közel-Kelet és Észak-Afrika felé.

## Jellemzői
Az Aérospatiale Espace et Defense (Franciaország) gyártotta. Működtette az Arab Liga megbízásából az Arabsat (Satellite Communications Organization). Társműholdja a Superbird B1 (japán).
Megnevezései: Insat 2R; Arabsat 1C; COSPAR: 1992–010B; GRAU-kódja: 21894.
1992. február 26-án a Kourou Űrközpontból, az ELA2 jelű indítóállványról egy Ariane–4 (4L H10) hordozórakétával állították közepes magasságú Föld körüli pályára. Az orbitális pályája 1436,1 perces, 31 fokos hajlásszögű, a geoszinkron pálya perigeuma 35 763 kilométer, az apogeuma 35 808 kilométer.
Háromtengelyesen stabilizált műhold. Teljes tömege 1360 kg, műszerezettségének tömege 785 kilogramm. Szolgálati ideje 7 év. Az űreszközhöz két napelem kapcsolódik, amik hossza 20,7, szélessége 5,5 méter, teljesítményük 1,3 kW, az éjszakai (földárnyék) energiaellátását újratölthető kémiai akkumulátorok biztosították. Üzemanyaga és gázfúvókái közreműködésével segítette a stabilitást- és a pályaadatok tartását.